# Brugerprofil
 For alternative betydninger, se Profil.
En brugerprofil er en visuel visning af personlige data i forbindelse med en specifik bruger, eller et tilpasset skrivebordsmiljø. 
En profil refererer derfor til den eksplicitte digitale repræsentation af en persons identitet. 
Profilen kan også betragtes som computerens repræsentation af en brugermodel.
Brugerprofiler kan findes på operativsystemer, computerprogrammer, recommendersystemer eller dynamiske websteder (såsom online sociale netværkssider eller opslagstavler).